# دستي براون
دستي براون (بالإنجليزية: Dusty Brown) هو لاعب كرة قاعدة أمريكي، ولد في 19 يونيو 1982 في أورانج في الولايات المتحدة.

## وصلات خارجية
- دستي براون على موقع دوري كرة القاعدة الرئيسي (الإنجليزية)
- دستي براون على موقعبيزبول رفرنس.كوم (الدوري الرئيسي) (الإنجليزية)
- دستي براون على موقعبيزبول رفرنس.كوم (الدوري الثانوي) (الإنجليزية)
- دستي براون على موقع إي إس بي إن.كوم (أم.أل.بي) (الإنجليزية)
- دستي براون على موقع مشجعي الرسوم البيانية (الإنجليزية)